# Batu Apoi
Batu Apoi ist ein Mukim im Distrikt Temburong von Brunei. Der Mukim (Subdistrikt) umfasst 222 km² und hatte 2016 ca. 1600 Einwohner.

## Geographie
Der Mukim liegt im Osten des Distrikts Temburong und erstreckt sich bis in dessen Zentrum nach Westen. Er grenzt an Mukim Labu im Norden, Sarawak (Malaysia) im Osten, Mukim Amo im Süden und Mukim Bangar im Westen.
Der westliche Teil des Mukim erstreckt sich entlang des Anstiegs der Limbang Syncline von der Küste im Norden. Namengebend für den Mukim ist der Sungai Batu Apoi, der südlich der Limbang Syncline entspringt, die Hügelkette bei Lamaling durchbricht und bei Kampong Labut (Labu) in den Temburong mündet (⊙).
Ein großer Teil des Gebiets steht heute unter Naturschutz und gehört zum Peradayan Forest Reserve.

## Verwaltungsgliederung
Batu Apoi umfasst die Siedlungen
- Kampong Batu Apoi
- Kampong Sungai Radang
- Kampong Peliunan
- Kampong Sungai Bantaian
- Kampong Gadong Baru
- Kampong Luagan
- Kampong Negalang Iring
- Kampong Negalang Unat
- Kampong Lakiun
- Kampong Tanjong Bungar
- Kampong Lamaling
- Kampong Selapon
- Kampong Sekurop